# 濱田真由
濱田 真由（はまだ まゆ、1994年1月31日 - ）は、日本のテコンドー選手（WTF）。佐賀県佐賀市出身。佐賀県立高志館高等学校卒業。ミキハウス所属。徳山大学在学中。マネジメント契約先はスポーツビズ。

## 経歴
兄の影響で小学1年生からテコンドーをはじめ、高校入学以降は現役を引退した佐賀出身で元日本代表の古賀剛から指導を受ける。
佐賀県立高志館高等学校在学中の2010年3月、世界ジュニア選手権で銅メダルを獲得、2011年2月に全日本テコンドー選手権大会初出場で初優勝を達成する。11月27日、ロンドンオリンピックアジア地区予選女子57キロ級で3位に入り、日本のオリンピック出場枠を獲得、その後テコンドー史上日本勢最年少の17歳でオリンピック出場が内定された。
2012年4月、高校を卒業した後ベストアメニティに入社する。クラブチームに所属して競技活動をする選手が多い中、同社に社員として勤めながら練習に励んでいる。8月9日、ロンドンオリンピックでは初戦でクロアチアのザニノビチに14-11勝利したが、準々決勝で金メダルを獲得した地元イギリスのジョーンズに3-13で敗れた。その後、敗者復活戦でセルビアのグラドビッチに15-2で勝利して3位決定戦に進出し、フランスのアルノワに8-12で敗れてメダル獲得はならなかったが5位入賞を果たした。
2013年の世界テコンドー選手権大会（メキシコ・プエブラ）女子57kg級では決勝に進出し、優勝を賭けた一戦で韓国のキム・ソヒに敗れはしたたものの銀メダルを獲得した。
2015年の世界テコンドー選手権大会（ロシア・チェリャビンスク）女子57kg級の決勝に進出し、世界ランク2位のスペインのエバ・カルボ・ゴメスを降し、世界選手権大会において日本人初の金メダルを獲得した。
2014年にベストアメニティ在職中のまま教育免許取得のため徳山大学に進学、さらに2015年には競技に専念するためプロ転向を決意しベストアメニティを退社した。なお、練習は一貫して佐賀市内の道場でおこなっている。
2016年4月よりミキハウス所属選手となった。リオデジャネイロ五輪では唯一の日本代表として女子57kg級に出場したが、準々決勝でエジプトのヘダヤ・ワフバに延長戦で敗れ、ワフバが準決勝で敗退したため敗者復活戦に進出することもできず、メダル獲得はならなかった。
2019年、長年痛めていた股関節の手術に踏み切り、翌年復帰戦となった東京五輪日本代表最終選考会で優勝。3大会連続のオリンピック出場を決めたが、初戦でニジェールのベンエスーフに敗れた。
2022年、現役引退を発表した。

## 戦歴
2009年
- 第5回アジアジュニアテコンドー選手権 女子49キロ級 - 3位

2010年
- 第8回世界ジュニアテコンドー選手権 女子49キロ級 - 3位

2011年
- 第4回全日本テコンドー選手権大会 女子57キロ級 - 優勝
- 2012ロンドンオリンピックアジアテコンドー予選トーナメント 女子57キロ級 - 第3位

2012年
- 第5回全日本テコンドー選手権大会 女子57キロ級 - 優勝
- 第20回アジアテコンドー選手権 女子57キロ級 - 3位
- ロンドンオリンピック 女子57キロ級 - 5位入賞
- 第7回慶州韓国オープン国際テコンドー選手権大会 - ジュニア女子55キロ級 - 優勝

2013年
- 第6回全日本テコンドー選手権大会 女子57キロ級 - 優勝
- 第21回世界テコンドー選手権大会 女子57キロ級 - 2位
- 第6回東アジア競技大会 女子57キロ級 - 優勝

2014年
- 第7回全日本テコンドー選手権大会 女子57キロ級 - 優勝
- 第21回アジアテコンドー選手権大会　女子57キロ級 - 2位

2015年
- 第8回全日本テコンドー選手権大会 女子57キロ級 - 優勝
- 第22回世界テコンドー選手権大会 女子57キロ級 - 優勝

2016年
- リオデジャネイロオリンピック　2回戦敗退

2017年
- 全日本テコンドー選手権　優勝
- 第23回世界テコンドー選手権大会　ベスト8

2019年
- 全日本テコンドー選手権　優勝

2020年
- 東京オリンピック日本代表選手・最終選考会　優勝

2021年
- 東京オリンピック　初戦敗退